# SN 2009fc
SN 2009fc – supernowa typu Ia odkryta 17 maja 2009 roku w galaktyce A152748+4135. W momencie odkrycia miała maksymalną jasność 19,40m.